# Champions Hockey League 2015./16.
Champions Hockey League za sezonu 2015./16. je drugo izdanje ovog natjecanja za europske klubove u hokeju na ledu. Natjecanje je osvojio Švedski klub Frölunda iz Göteborga.

## Format natjecanja
Sudjeluje 48 klubova koji su raspoređeni u 16 skupina s tri kluba koji igraju dvokružno (6 kola, odnosno 4 utakmice po momčadi). 16 pobjednika skupina i 16 drugolasiranih se plasira u doigravanje, odnosno šesnaestinu završnice, koja se do poluzavršnice igra na dvije utakmice, a dalje prolazi momčad koja postigne ukupno više pogodaka. Ako je ukupni rezultat neodlučen, igraju se produžeci od 10 minuta. Završni susret se igra na jednu utakmicu kod ukupno najuspješnije momčadi do poluzavršnice.

## Sudionici
| - Vienna Capitals - Beč ↓A - KAC - Klagenfurt ↓B - Black Wings - Linz ↓B - Red Bull - Salzburg ↓A - Neman - Grodno ↓C ↓1 - Bílí Tygři - Liberec ↓A - Litvínov - Litvínov ↓B - Vitkovice Steel - Ostrava ↓A - Pardubice - Pardubice ↓A - Sparta - Prag ↓A - Oceláři - Třinec ↓B - SønderjyskE - Vojens ↓C - Espoo Blues - Espoo ↓B - HIFK - Helsinki ↓A - JYP - Jyväskylä ↓A - KalPa - Kuopio ↓A | - Oulun Kärpät - Oulu ↓A - Lukko - Rauma ↓B - Tappara - Tampere ↓A - TPS - Turku ↓A - Rapaces de Gap - Gap ↓C - Grenoble - Grenoble ↓C - Storhamar - Hamar ↓C - Stavanger Oilers - Stavanger ↓C - Eisbären - Berlin ↓A - Düsseldorfer EG - Düsseldorf ↓B - ERC - Ingolstadt ↓A - Krefeld Pinguine - Krefeld ↓A - Adler - Mannheim ↓A - Red Bull - München ↓B - Košice - Košice ↓C - Nitra - Nitra ↓C | - Frölunda - Göteborg ↓A - HV71 - Jönköping ↓A - Färjestad - Karlstad ↓A - Linköpings - Linköping ↓A - Luleå Hockey - Luleå ↓A - Skellefteå AIK - Skellefteå ↓B - Djurgårdens - Stockholm ↓A - Växjö Lakers - Växjö ↓B - SC Bern - Bern ↓A - Davos - Davos ↓B - Fribourg-Gottéron - Fribourg ↓A - EV Zug - Zug ↓A - ZSC Lions - Zürich ↓A - Genève-Servette - Ženeva ↓B - Braehead Clan - Glasgow - Renfrew ↓C - Sheffield Steelers - Sheffield ↓C |

↑A  - klub s A licencom 

↑D  - klub s B licencom 

↑C  - klub s C licencom 

↑1  - Neman se plasirao kao pobjednik Continental Cupa

## Ljestvice i rezultati

### Grupna faza
Utakmice grupne faze su igrane od 20. kolovoza do 6. rujna 2015. 

     - plasirali se u šesnaestinu završnice
| Skupina A | Skupina A     | Skupina A | Skupina A | Skupina A | Skupina A | Skupina A | Skupina A | Skupina A | Skupina A |
| mj.       | klub          | GP        | W         | OTW       | OTL       | L         | GF        | GA        | bod       |
| --------- | ------------- | --------- | --------- | --------- | --------- | --------- | --------- | --------- | --------- |
| 1.        | Linköpings    | 4         | 3         | 1         | 0         | 0         | 14        | 4         | 11        |
| 2.        | HIFK Helsinki | 4         | 1         | 0         | 1         | 2         | 6         | 8         | 4         |
| 3.        | SC Bern       | 4         | 0         | 1         | 1         | 2         | 7         | 15        | 3         |

| Skupina B | Skupina B             | Skupina B | Skupina B | Skupina B | Skupina B | Skupina B | Skupina B | Skupina B | Skupina B |
| mj.       | klub                  | GP        | W         | OTW       | OTL       | L         | GF        | GA        | bod       |
| --------- | --------------------- | --------- | --------- | --------- | --------- | --------- | --------- | --------- | --------- |
| 1.        | Tappara Tampere       | 4         | 3         | 0         | 1         | 0         | 16        | 6         | 10        |
| 2.        | Djurgårdens Stockholm | 4         | 2         | 1         | 0         | 1         | 13        | 11        | 8         |
| 3.        | EV Zug                | 4         | 0         | 0         | 0         | 4         | 6         | 18        | 0         |

| Skupina C | Skupina C          | Skupina C | Skupina C | Skupina C | Skupina C | Skupina C | Skupina C | Skupina C | Skupina C |
| mj.       | klub               | GP        | W         | OTW       | OTL       | L         | GF        | GA        | bod       |
| --------- | ------------------ | --------- | --------- | --------- | --------- | --------- | --------- | --------- | --------- |
| 1.        | HV71 Jönköping     | 4         | 4         | 0         | 0         | 0         | 16        | 4         | 12        |
| 2.        | Red Bull Salzburg  | 4         | 1         | 0         | 0         | 3         | 10        | 13        | 3         |
| 3.        | SønderjyskE Vojens | 4         | 1         | 0         | 0         | 3         | 8         | 17        | 3         |

| Skupina D | Skupina D          | Skupina D | Skupina D | Skupina D | Skupina D | Skupina D | Skupina D | Skupina D | Skupina D |
| mj.       | klub               | GP        | W         | OTW       | OTL       | L         | GF        | GA        | bod       |
| --------- | ------------------ | --------- | --------- | --------- | --------- | --------- | --------- | --------- | --------- |
| 1.        | Skellefteå AIK     | 4         | 3         | 1         | 0         | 0         | 16        | 6         | 11        |
| 2.        | Bílí Tygři Liberec | 4         | 2         | 0         | 0         | 2         | 13        | 9         | 6         |
| 3.        | Nitra              | 4         | 0         | 0         | 1         | 3         | 4         | 18        | 1         |

| Skupina E | Skupina E          | Skupina E | Skupina E | Skupina E | Skupina E | Skupina E | Skupina E | Skupina E | Skupina E |
| mj.       | klub               | GP        | W         | OTW       | OTL       | L         | GF        | GA        | bod       |
| --------- | ------------------ | --------- | --------- | --------- | --------- | --------- | --------- | --------- | --------- |
| 1.        | Davos              | 4         | 3         | 0         | 1         | 0         | 12        | 6         | 10        |
| 2.        | Färjestad Karlstad | 4         | 1         | 2         | 0         | 1         | 8         | 9         | 7         |
| 3.        | Pardubice          | 4         | 0         | 0         | 1         | 3         | 10        | 15        | 1         |

| Skupina F | Skupina F   | Skupina F | Skupina F | Skupina F | Skupina F | Skupina F | Skupina F | Skupina F | Skupina F |
| mj.       | klub        | GP        | W         | OTW       | OTL       | L         | GF        | GA        | bod       |
| --------- | ----------- | --------- | --------- | --------- | --------- | --------- | --------- | --------- | --------- |
| 1.        | Litvínov    | 4         | 3         | 1         | 0         | 0         | 14        | 7         | 11        |
| 2.        | Espoo Blues | 4         | 1         | 0         | 1         | 2         | 7         | 8         | 4         |
| 3.        | Grenoble    | 4         | 1         | 0         | 0         | 3         | 9         | 15        | 3         |

| Skupina G | Skupina G        | Skupina G | Skupina G | Skupina G | Skupina G | Skupina G | Skupina G | Skupina G | Skupina G |
| mj.       | klub             | GP        | W         | OTW       | OTL       | L         | GF        | GA        | bod       |
| --------- | ---------------- | --------- | --------- | --------- | --------- | --------- | --------- | --------- | --------- |
| 1.        | TPS Turku        | 4         | 2         | 1         | 1         | 0         | 15        | 9         | 9         |
| 2.        | Düsseldorfer EG  | 4         | 1         | 1         | 0         | 2         | 15        | 14        | 5         |
| 3.        | Black Wings Linz | 4         | 1         | 0         | 1         | 2         | 11        | 18        | 4         |

| Skupina H | Skupina H        | Skupina H | Skupina H | Skupina H | Skupina H | Skupina H | Skupina H | Skupina H | Skupina H |
| mj.       | klub             | GP        | W         | OTW       | OTL       | L         | GF        | GA        | bod       |
| --------- | ---------------- | --------- | --------- | --------- | --------- | --------- | --------- | --------- | --------- |
| 1.        | Red Bull München | 4         | 4         | 0         | 0         | 0         | 15        | 4         | 12        |
| 2.        | Košice           | 4         | 1         | 1         | 0         | 2         | 7         | 8         | 5         |
| 3.        | KAC Klagenfurt   | 4         | 0         | 0         | 1         | 3         | 5         | 15        | 1         |

| Skupina I | Skupina I               | Skupina I | Skupina I | Skupina I | Skupina I | Skupina I | Skupina I | Skupina I | Skupina I |
| mj.       | klub                    | GP        | W         | OTW       | OTL       | L         | GF        | GA        | bod       |
| --------- | ----------------------- | --------- | --------- | --------- | --------- | --------- | --------- | --------- | --------- |
| 1.        | Adler Mannheim          | 4         | 2         | 1         | 0         | 1         | 6         | 5         | 8         |
| 2.        | Vítkovice Steel Ostrava | 4         | 2         | 0         | 1         | 1         | 7         | 5         | 7         |
| 3.        | Neman Grodno            | 4         | 1         | 0         | 0         | 3         | 4         | 7         | 3         |

| Skupina J | Skupina J             | Skupina J | Skupina J | Skupina J | Skupina J | Skupina J | Skupina J | Skupina J | Skupina J |
| mj.       | klub                  | GP        | W         | OTW       | OTL       | L         | GF        | GA        | bod       |
| --------- | --------------------- | --------- | --------- | --------- | --------- | --------- | --------- | --------- | --------- |
| 1.        | Oulun Kärpät          | 4         | 4         | 0         | 0         | 0         | 12        | 1         | 12        |
| 2.        | Vienna Capitals (Beč) | 4         | 1         | 0         | 1         | 2         | 8         | 14        | 4         |
| 3.        | Krefeld Pinguine      | 4         | 0         | 1         | 0         | 3         | 9         | 14        | 2         |

| Skupina K | Skupina K         | Skupina K | Skupina K | Skupina K | Skupina K | Skupina K | Skupina K | Skupina K | Skupina K |
| mj.       | klub              | GP        | W         | OTW       | OTL       | L         | GF        | GA        | bod       |
| --------- | ----------------- | --------- | --------- | --------- | --------- | --------- | --------- | --------- | --------- |
| 1.        | Luleå Hockey      | 4         | 2         | 1         | 0         | 1         | 14        | 9         | 8         |
| 2.        | Lukko Rauma       | 4         | 1         | 1         | 1         | 1         | 11        | 12        | 6         |
| 3.        | Fribourg-Gottéron | 4         | 1         | 0         | 1         | 2         | 11        | 15        | 4         |

| Skupina L | Skupina L        | Skupina L | Skupina L | Skupina L | Skupina L | Skupina L | Skupina L | Skupina L | Skupina L |
| mj.       | klub             | GP        | W         | OTW       | OTL       | L         | GF        | GA        | bod       |
| --------- | ---------------- | --------- | --------- | --------- | --------- | --------- | --------- | --------- | --------- |
| 1.        | Stavanger Oilers | 4         | 2         | 0         | 1         | 1         | 11        | 7         | 7         |
| 2.        | Oceláři Třinec   | 4         | 1         | 1         | 1         | 1         | 14        | 11        | 6         |
| 3.        | KalPa Kuopio     | 4         | 1         | 1         | 0         | 2         | 6         | 13        | 5         |

| Skupina M | Skupina M         | Skupina M | Skupina M | Skupina M | Skupina M | Skupina M | Skupina M | Skupina M | Skupina M |
| mj.       | klub              | GP        | W         | OTW       | OTL       | L         | GF        | GA        | bod       |
| --------- | ----------------- | --------- | --------- | --------- | --------- | --------- | --------- | --------- | --------- |
| 1.        | Storhamar (Hamar) | 4         | 3         | 0         | 0         | 1         | 10        | 5         | 9         |
| 2.        | Sparta Prag       | 4         | 2         | 0         | 1         | 1         | 12        | 10        | 7         |
| 3.        | Genève-Servette   | 4         | 0         | 1         | 0         | 3         | 7         | 16        | 2         |

| Skupina N | Skupina N          | Skupina N | Skupina N | Skupina N | Skupina N | Skupina N | Skupina N | Skupina N | Skupina N |
| mj.       | klub               | GP        | W         | OTW       | OTL       | L         | GF        | GA        | bod       |
| --------- | ------------------ | --------- | --------- | --------- | --------- | --------- | --------- | --------- | --------- |
| 1.        | Frölunda Göteborg  | 4         | 4         | 0         | 0         | 0         | 20        | 5         | 12        |
| 2.        | JYP Jyväskylä      | 4         | 2         | 0         | 0         | 2         | 10        | 9         | 6         |
| 3.        | Sheffield Steelers | 4         | 0         | 0         | 0         | 4         | 4         | 20        | 0         |

| Skupina O | Skupina O               | Skupina O | Skupina O | Skupina O | Skupina O | Skupina O | Skupina O | Skupina O | Skupina O |
| mj.       | klub                    | GP        | W         | OTW       | OTL       | L         | GF        | GA        | bod       |
| --------- | ----------------------- | --------- | --------- | --------- | --------- | --------- | --------- | --------- | --------- |
| 1.        | Växjö Lakers            | 4         | 3         | 0         | 0         | 1         | 20        | 10        | 9         |
| 2.        | ERC Ingolstadt          | 4         | 2         | 0         | 0         | 2         | 16        | 15        | 6         |
| 3.        | Braehead Clan (Glasgow) | 4         | 1         | 0         | 0         | 3         | 11        | 22        | 3         |

| Skupina P | Skupina P        | Skupina P | Skupina P | Skupina P | Skupina P | Skupina P | Skupina P | Skupina P | Skupina P |
| mj.       | klub             | GP        | W         | OTW       | OTL       | L         | GF        | GA        | bod       |
| --------- | ---------------- | --------- | --------- | --------- | --------- | --------- | --------- | --------- | --------- |
| 1.        | ZSC Lions Zürich | 4         | 4         | 0         | 0         | 0         | 20        | 10        | 12        |
| 2.        | Eisbären Berlin  | 4         | 1         | 0         | 0         | 3         | 12        | 13        | 3         |
| 3.        | Rapaces de Gap   | 4         | 1         | 0         | 0         | 3         | 9         | 18        | 3         |

### Doigravanje

#### Šesnaestina završnice
Igrano 22. i 29. rujna 2015.
| klub1                   | klub2             | 1. ut | 2. ut  |
| ----------------------- | ----------------- | ----- | ------ |
| Oceláři Třinec          | HV71 Jönköping    | 2:2   | 1:3    |
| Bílí Tygři Liberec      | Linköpings        | 4:1   | 6:3    |
| Espoo Blues             | Adler Mannheim    | 4:1   | 2:3    |
| HIFK Helsinki           | Davos             | 2:1   | 3:5    |
| Sparta Prag             | ZSC Lions Zürich  | 3:2   | 3:0    |
| Eisbären Berlin Germany | Stavanger Oilers  | 3:0   | 3:3    |
| Düsseldorfer EG         | Oulun Kärpät      | 0:2   | 0:3    |
| Košice                  | Skellefteå AIK    | 4:3   | 0:3    |
| Red Bull Salzburg       | Storhamar (Hamar) | 1:3   | 2:3    |
| ERC Ingolstadt          | Frölunda Göteborg | 4:2   | 1:4 OT |
| JYP Jyväskylä           | TPS Turku         | 2:2   | 1:4    |
| Vienna Capitals (Beč)   | Litvínov          | 3:4   | 2:2 OT |
| Lukko Rauma             | Red Bull München  | 5:3   | 3:0    |
| Vítkovice Steel Ostrava | Tappara Tampere   | 0:2   | 1:2    |
| Djurgårdens Stockholm   | Växjö Lakers      | 4:3   | 3:3    |
| Färjestad Karlstad      | Luleå Hockey      | 0:3   | 3:1    |

#### Osmina završnice
Igrano 3. i 10. studenog 2015.
| klub1                 | klub2             | 1. ut | 2. ut |
| --------------------- | ----------------- | ----- | ----- |
| Espoo Blues           | HV71 Jönköping    | 3:1   | 1:1   |
| Sparta Prag           | Oulun Kärpät      | 4:2   | 1:4   |
| TPS Turku             | Storhamar (Hamar) | 4:3   | 2:1   |
| Djurgårdens Stockholm | Lukko Rauma       | 1:2   | 1:2   |
| Bílí Tygři Liberec    | Davos             | 3:5   | 3:4   |
| Eisbären Berlin       | Skellefteå AIK    | 2:5   | 1:2   |
| Litvínov              | Frölunda Göteborg | 2:1   | 0:6   |
| Tappara Tampere       | Luleå Hockey      | 2:1   | 0:5   |

#### Četvrtzavršnica
Igrano 1. i 8. prosinca 2015.
| klub1        | klub2             | 1. ut | 2. ut  |
| ------------ | ----------------- | ----- | ------ |
| Espoo Blues  | Oulun Kärpät      | 2:0   | 1:5    |
| TPS Turku    | Lukko Rauma       | 3:3   | 1:2 OT |
| Davos        | Skellefteå AIK    | 1:1   | 4:1    |
| Luleå Hockey | Frölunda Göteborg | 3:2   | 4:6 OT |

#### Poluzavršnica
Igrano 12. i 19. siječnja 2016. 
| klub1       | klub2             | 1. ut | 2. ut |
| ----------- | ----------------- | ----- | ----- |
| Lukko Rauma | Oulun Kärpät      | 2:3   | 2:2   |
| Davos       | Frölunda Göteborg | 0:5   | 1:1   |

#### Završnica
Igrano u Oulu 9. veljače 2016. 
| klub1        | rez. | klub2             |
| ------------ | ---- | ----------------- |
| Oulun Kärpät | 1:2  | Frölunda Göteborg |

## Poveznice i izvori
- championshockeyleague.net